# Gujańskie Centrum Kosmiczne
Gujańskie Centrum Kosmiczne (franc. Centre Spatial Guyanais) – francusko-europejski kosmodrom położony w pobliżu Kourou w Gujanie Francuskiej, terytorium zależnym od Francji, które ma status departamentu zamorskiego. 
W 1964 roku rząd Francji wybrał spośród 14 lokalizacji Gujanę Francuską na miejsce budowy kosmodromu. Budowę obiektu rozpoczęto rok później. Europejski Port Kosmiczny zajmuje obszar 750 km². Jest zlokalizowany na północ od miasta Kourou. Z dwóch stron otoczony jest lasami tropikalnymi, a z jednej – wybrzeżem morskim. Otwarte w 1968 roku Centrum jest szczególnie użyteczne ze względu na położenie w pobliżu równika i przez fakt, że wystrzeliwuje rakiety nad wodę. Z Kourou wystrzeliwują swoje satelity Europejska Agencja Kosmiczna (ESA), francuska agencja kosmiczna CNES oraz firma Arianespace. Loty są też wykupowane przez firmy pozaeuropejskie.
Kosmodrom został wybrany w 1964 portem kosmicznym Francji, gdy zaś w 1975 powołano ESA, Francja zaoferowała udostępnienie tego kosmodromu na potrzeby Agencji. ESA zapewnia 2/3 rocznego budżetu, sfinansowała też rozbudowę portu podczas rozwijania wyrzutni Ariane. W tej chwili ESA buduje infrastrukturę służącą wystrzeliwaniu rosyjskich rakiet Sojuz. Jest to część przedsięwzięcia typu joint venture mającego na celu, z jednej strony, wzbogacenie floty ESA o rakiety Sojuz, z drugiej - uzyskanie przez Rosjan dostępu do kosmodromu w Kourou jako alternatywy dla Bajkonuru.
Kourou jest położone około 500 km na północ od równika, na szerokości geograficznej 5°11'. Na tej szerokości rotacja Ziemi daje wystrzeliwanym rakietom dodatkową prędkość prawie 460 m/s. Dodatkowo, umieszczanie satelitów na pożądanej orbicie jest zwykle prostsze, gdy start ma miejsce w pobliżu równika. Inne zalety lokalizacji to niewielka gęstość zaludnienia oraz brak ryzyka występowania cyklonów i trzęsień ziemi.
W skład infrastruktury naziemnej wchodzą wyrzutnie (ELV, ELA-2, ELA-3, ELS), pomieszczenia przygotowywania satelitów, pomieszczenia kontroli lotów i fabryka paliwa stałego. Ochronę przeciwpożarową zapewnia oddział straży pożarnej podległy brygadzie paryskiej. Bazę zabezpieczają siły Francuskiej Żandarmerii Narodowej i Legii Cudzoziemskiej.
5 listopada 1971 z wyrzutni ELA-1 (wtedy CECLES) wystartowała po raz pierwszy (i ostatni) Europa 2, modyfikacja rakiety Europa wystrzeliwanej z bazy Woomera w Australii. Start okazał się nieudany, gdyż na wysokości 35 000 m nastąpiła awaria jej pierwszego stopnia. Na wysokości 69 km nastąpiła jego eksplozja, a na wysokości 79 km zniszczeniu uległy pozostałe elementy rakiety. Odłamki Europy 2 spadły do Atlantyku.
13 lutego 2012 z CSG wystartowała pierwsza rakieta Vega, wynosząc na orbitę 9 satelitów, w tym PW-Sat, pierwszego polskiego sztucznego satelitę, zbudowanego przez specjalistów z Politechniki Warszawskiej i Centrum Badań Kosmicznych PAN.

## Rakiety startujące z kosmodromu
1. Europa 2
2. Ariane 1
3. Ariane 2
4. Ariane 3
5. Ariane 4
6. Ariane 5
7. Sojuz 2
8. Vega

## Ładunki wynoszone z kosmodromu

### Sztuczne satelity Ziemi
Z Kourou wystrzelono liczne satelity telekomunikacyjne (np. Astra 1L, HYLAS-1, większość rodziny Hot Bird), wszystkie oprócz testowych satelity systemu nawigacyjnego Galileo, a także satelity obserwacyjne Ziemi (np. z poświęconego badaniu środowiska programu Sentinel, satelity optyczne Pleiades o zastosowaniach cywilnych i wojskowych) i inne. Stąd udały się też w przestrzeń pozaziemską także obserwatoria satelitarne XMM-Newton (1999), Herschel (2009), Planck (2009) czy Gaia (2013). 

### Sondy kosmiczne
Z Centrum startowały różne europejskie sondy kosmiczne, między innymi Giotto, która przeleciała koło jądra komety Halleya (1985), SMART-1, która badała Księżyc, Rosetta (2004), której lądownik Philae wylądował na komecie Czuriumow-Gierasimienko (2014) oraz skierowana na Merkurego BepiColombo.

### Pojazdy transportowe
Z kosmodromu startowały automatyczne pojazdy transferowe ATV dostarczające zaopatrzenie na Międzynarodową Stację Kosmiczną (pierwszy – ATV Jules Verne 2008). Stamtąd też wystrzelono demonstratory Atmospheric Reentry Demonstrator (ARD) i Intermediate eXperimental Vehicle (IXV).

## Wyrzutnie startowe
1. ELV (dawniej CECLES, ELA-1; reaktywowana jako ELV w 2012): rakiety Europa 2, Ariane 1-3 i Vega
2. ELA-2 (nieczynna od 2003): rakiety Ariane 4
3. ELA-3 (czynna od 1995): rakiety Ariane 5
4. ELS (czynny od 2011): rakiety Sojuz 2
5. ELA-4 (w budowie od 2017 r.): planowane miejsce startu rakiet Ariane 6[7]